# Académica Maputo
Die Associação Académica de Maputo, kurz AA Maputo, ist ein mosambikanischer Sportverein mit Sitz in der Stadt Maputo. Der Verein ist bekannt für seine erfolgreichen Sportabteilungen, insbesondere im Basketball und Fußball.

## Geschichte
Der Verein wurde am 16. August 1969 als Associação Académica de Lourenço Marques gegründet und hat seitdem eine bedeutende Rolle im mosambikanischen Sport gespielt.

## Basketball

### Frauen
Die Frauen-Basketballmannschaft des Vereins erreichte 2001 das Finale des Coupe d’Afrique, der Frauen-Basketball-Champions-League Afrikas, und konnte diesen Wettbewerb gegen den angolanischen Verein Clube Desportivo Primeiro de Agosto gewinnen. Zusätzlich zu diesem Erfolg gewann die Frauenmannschaft fünfmal die mosambikanische Basketball-Meisterschaft und wurde 1970 und 2003 Vizemeister.

### Männer
Die Herren-Basketballmannschaft gewann 1998 die mosambikanische Meisterschaft und wurde in den Jahren 1970, 2001 und 2002 Vizemeister.

## Fußball
Die Fußballabteilung von Académica spielte 1976 und 1998/99 in der höchsten Spielklasse Mosambiks. Im Jahr 2005 stieg der Verein erneut in die Moçambola auf und erreichte in seiner ersten Saison den fünften Tabellenplatz. Diese Platzierung konnte 2006 wiederholt werden, was die historisch beste Platzierung des Vereins in der Liga darstellt. 2007 stieg der Verein jedoch wieder ab.
In der Saison 2001/02 erreichte Académica als Zweitligist das Finale der Taça de Moçambique, verlor jedoch gegen Costa do Sol mit 2:0.

## Stadion
Die Heimspielstätte der Fußballabteilung ist seit der Eröffnung 2015 der Complexo Desportivo Altenor Pereira, welcher eine Kapazität von 2000 Zuschauern hat.

## Erfolge

### Basketball

#### Frauen
- Coupe d'Afrique: 2001
- Mosambikanischer Meister (5): 1975, 1998, 1999, 2000, 2001

#### Männer
- Mosambikanischer Meister: 1998

### Fußball
- Mosambikanischer Zweitligameister: 2004[7]
- Mosambikanischer Pokalfinalist: 2001/02